# Bahlingen am Kaiserstuhl
Bahlingen am Kaiserstuhl là một xã ở huyện Emmendingen ở bang Baden-Württemberg, thuộc nước Đức. Đô thị này có diện tích 12,66 km², dân số thời điểm 31 tháng 12 năm 2006 là 3847 người. Đô thị này nằm ở rìa vùng núi lửa Kaiserstuhl. Ở đây có đội tuyển bóng đá Oberliga Bahlinger SC.